# Tenodera angustipennis
Tenodera angustipennis (лат.) — вид насекомых из семейства настоящих богомолов (Mantidae), обитающий в Азии и близлежащих районах Океании. Вид был завезен и обосновался на востоке Соединенных Штатов. Tenodera angustipennis был замечен еще в 1921 году в Абердине, штат Мэриленд, но это событие не было отмечено в опубликованных записях до 1933 года.

## Этимология
Родовое название «Tenodera» происходит от греческого слова, означающего «тонкая шея», а видовое «angustipennis» — от латинского слова, означающего «узкое крыло».

## Описание

### Взрослые особи и нимфы
Длина тела самцов 65~80 мм, самок 68~85 мм. Окрас часто коричневый или зеленый. Имеют пропорционально более удлиненную переднеспинку и более короткие, узкие надкрылья и крылья, чем Tenodera sinensis. У T. angustipennis есть коричневая узорчатая полоса на каждом из прозрачных задних крыльев, в то время как у T. sinensis задние крылья полностью узорчатые и коричневые
. T. sinensis толще или более коренастый, чем T. angustipennis. Можно легко различить взрослых особей этих двух видов, если поместить их рядом.

## Оотека
Оотеки удлиненные, около 40-60 миллиметров в длину и около 14 миллиметров в диаметре и иногда их ошибочно принимают за оотеки Stagmomantis carolina. Личинки, вероятно, вылупляются примерно на 1-2 недели позже, чем у T. sinensis.

## Распространение
От природы этот вид встречается в Китае, на Гавайях, в Индии, на Яве, Корейском полуострове, на Уллындо, Чеджудо, Тайване, Вьетнаме, Хонсю, Сикоку, Кюсю, на острове Цусима, острове Окинава. Он был непреднамеренно интродуцирован в следующие штаты США: Делавэр, Мэриленд, Нью-Йорк, Северная Каролина, Нью-Джерси, Огайо, Пенсильвания, Вирджиния.

## Места обитания
Оотеки часто откладываются на ветках кустарников, стеблях высоких трав, но на окраинах полей они, похоже, предпочитают откладывать оотеки на стволах деревьев и столбах оград. В некоторых районах T. angustipennis встречается так же часто, как и T. sinensis.

## Дополнительные иллюстрации
- Взрослая самка
- Взрослый самец
- Оотека